# Z-Ro Tolerance
 (mars 2024).
Si vous disposez d'ouvrages ou d'articles de référence ou si vous connaissez des sites web de qualité traitant du thème abordé ici, merci de compléter l'article en donnant les références utiles à sa vérifiabilité et en les liant à la section « Notes et références ».
Albums de Z-Ro
Life
(2002) The Life of Joseph W. McVey
(2004)
Z-Ro Tolerance est le septième album studio de Z-Ro, sorti le 27 avril 2003.

## Liste des titres
| No  | Titre                                                              | Durée |
| --- | ------------------------------------------------------------------ | ----- |
| 1.  | Go to War (featuring Daz Dillinger et Thug Dirt)                   | 3:56  |
| 2.  | Definition of a Real Nigga (featuring Mr. Drastic et Phenom)       | 3:35  |
| 3.  | Creepin' (featuring Cl'Che')                                       | 3:57  |
| 4.  | Party (featuring Cl'Che' et Daz Dillinger)                         | 3:37  |
| 5.  | I'm a Gangsta (featuring Daz Dillinger, Law Fleze et Tony Montana) | 4:35  |
| 6.  | Stranger in the Midst (featuring Klondike Kat)                     | 4:02  |
| 7.  | Keep Runnin' (featuring O-N-E et Slater)                           | 3:25  |
| 8.  | Who Could It Be (featuring Dougie et Trae)                         | 5:26  |
| 9.  | Jus' a Hoe (featuring Daz Dillinger)                               | 4:28  |
| 10. | Ain't Havin None of That Bullsh%#! (featuring Lil Head)            | 4:47  |
| 11. | Shelter in the Storm                                               | 3:25  |
| 12. | Time and Time Again (featuring Daz Dillinger et Thug Dirt)         | 5:05  |
| 13. | Keep on Doin It (featuring Big Mello)                              | 4:18  |